# Port lotniczy Þingeyri
Port lotniczy Þingeyri (isl. Stykkishólmurflugvöllur, IATA: TEY, ICAO: BITE) – islandzki port lotniczy w zlokalizowany w miejscowości Þingeyri.